# Jiding (häradshuvudort i Kina, Tibet Autonomous Region, lat 29,37, long 88,25)
Jiding (kinesiska: 吉丁, Xietongmen Xian, 谢通门县) är en häradshuvudort i Kina. Den ligger i den autonoma regionen Tibet, i den sydvästra delen av landet, omkring 280 kilometer väster om regionhuvudstaden Lhasa. Antalet invånare är 42 280. Befolkningen består av 20 233 kvinnor och 22 047 män. Barn under 15 år utgör 26,0 %, vuxna 15-64 år 68 %, och äldre över 65 år 5,0 %.
Runt Jiding är det glesbefolkat, med 10 invånare per kvadratkilometer. Det finns inga andra samhällen i närheten. Trakten runt Jiding består i huvudsak av gräsmarker.
Genomsnittlig årsnederbörd är 740 millimeter. Den regnigaste månaden är juli, med i genomsnitt 288 mm nederbörd, och den torraste är mars, med 1 mm nederbörd.